# 2019-es Le Mans-i 24 órás verseny

A 2019-es volt a Le Mans-i 24 órás autóverseny 87. kiírása. A verseny június 15-én 15 órakor rajtolt, és 16-án fejeződött be 24 órányi versenyzést követően. A 87. Le Mans-i 24 órás verseny 2018-2019-es hosszútávú-világbajnokság utolsó fordulója volt.
A pole-pozícióból a 7-es Toyota indulhatott Mike Conwayjel, Kobajasi Kamuival, José María Lópezzel. A futamot a 8-as Toyota nyerte, amit Sébastien Buemi, Nakadzsima Kazuki, illetve Fernando Alonso vezetett.
Az LMP2-es kategóriát a 36-os Signatech Alpine Matmut nyerte meg Nicolas Lapierre-rel, Pierre Thiriet-vel és André Negrão-val.

## Résztvevők
További információ: 2018–19-es WEC-szezon - Csapatok és pilóták
| Ikon | Bajnokság                                   |
| ---- | ------------------------------------------- |
| WEC  | FIA WEC                                     |
| ELMS | Európai Le Mans Széria                      |
| ALMS | Ázsiai Le Mans Széria                       |
| WTSC | WeatherTech SportsCar bajnokság             |
| 24LM | Csak a Le Mans-i 24 órás verseny vett részt |

| No.                      | Csapat                        | Autó                      | Gumi               | Bajnokság          | Versenyző                | Versenyző             | Versenyző               |
| LMP1 (8 résztvevő)       | LMP1 (8 résztvevő)            | LMP1 (8 résztvevő)        | LMP1 (8 résztvevő) | LMP1 (8 résztvevő) | LMP1 (8 résztvevő)       | LMP1 (8 résztvevő)    | LMP1 (8 résztvevő)      |
| ------------------------ | ----------------------------- | ------------------------- | ------------------ | ------------------ | ------------------------ | --------------------- | ----------------------- |
| 1                        | Rebellion Racing              | Rebellion R13-Gibson      | M                  | WEC                | Neel Jani                | André Lotterer        | Bruno Senna             |
| 3                        | Rebellion Racing              | Rebellion R13-Gibson      | M                  | WEC                | Nathanaël Berthon        | Thomas Laurent        | Gustavo Menezes         |
| 4                        | ByKolles Racing Team          | ENSO CLM P1/01-Gibson     | M                  | WEC                | Tom Dillmann             | Paolo Ruberti         | Oliver Webb             |
| 7                        | Toyota Gazoo Racing           | Toyota TS050 Hybrid       | M                  | WEC                | Mike Conway              | Kobajasi Kamui        | José María López        |
| 8                        | Toyota Gazoo Racing           | Toyota TS050 Hybrid       | M                  | WEC                | Fernando Alonso          | Sébastien Buemi       | Nakadzsima Kazuki       |
| 10                       | DragonSpeed                   | BR Engineering BR1-Gibson | M                  | WEC                | Ben Hanley               | Henrik Hedman         | Renger van der Zande    |
| 11                       | SMP Racing                    | BR Engineering BR1-AER    | M                  | WEC                | Mihail Aljosin           | Vitalij Petrov        | Stoffel Vandoorne       |
| 17                       | SMP Racing                    | BR Engineering BR1-AER    | M                  | WEC                | Jegor Orudzsev           | Stéphane Sarrazin     | Szergej Szirotkin       |
| LMP2 (20 résztvevő)      |                               |                           |                    |                    |                          |                       |                         |
| 20                       | High Class Racing             | Oreca 07-Gibson           | D                  | ELMS               | Dennis Andersen          | Mathias Beche         | Anders Fjordbach        |
| 22                       | United Autosports             | Ligier JS P217-Gibson     | M                  | ALMS               | Filipe Albuquerque       | Philip Hanson         | Paul di Resta           |
| 23                       | Panis Barthez Competition     | Ligier JS P217-Gibson     | D                  | ELMS               | René Binder              | Julien Canal          | Will Stevens            |
| 25                       | Algarve Pro Racing            | Oreca 07-Gibson           | D                  | ELMS               | John Falb                | Andrea Pizzitola      | David Zollinger         |
| 26                       | G-Drive Racing                | Aurus 01-Gibson           | D                  | ELMS               | Roman Rusinov            | Job van Uitert        | Jean-Éric Vergne        |
| 28                       | TDS Racing                    | Oreca 07-Gibson           | D                  | WEC                | Loïc Duval               | François Perrodo      | Matthieu Vaxivière      |
| 29                       | Racing Team Nederland         | Dallara P217-Gibson       | M                  | WEC                | Frits van Eerd           | Giedo van der Garde   | Nyck de Vries           |
| 30                       | Duqueine Engineering          | Oreca 07-Gibson           | M                  | ELMS               | Romain Dumas             | Nico Jamin            | Pierre Ragues           |
| 31                       | DragonSpeed                   | Oreca 07-Gibson           | M                  | WEC                | Anthony Davidson         | Roberto González      | Pastor Maldonado        |
| 32                       | United Autosports             | Ligier JS P217-Gibson     | M                  | ELMS               | Alex Brundle             | Ryan Cullen           | Will Owen               |
| 34                       | Inter Europol Competition     | Ligier JS P217-Gibson     | M                  | ALMS               | Nigel Moore              | Jakub Smiechowski     | James Winslow           |
| 36                       | Signatech Alpine Matmut       | Alpine A470-Gibson        | M                  | WEC                | Nicolas Lapierre         | André Negrão          | Pierre Thiriet          |
| 37                       | Jackie Chan DC Racing         | Oreca 07-Gibson           | D                  | WEC                | David Heinemeier Hansson | Jordan King           | Ricky Taylor            |
| 38                       | Jackie Chan DC Racing         | Oreca 07-Gibson           | D                  | WEC                | Gabriel Aubry            | Stéphane Richelmi     | Ho-Pin Tung             |
| 39                       | Graff                         | Oreca 07-Gibson           | M                  | ELMS               | Vincent Capillaire       | Jonathan Hirschi      | Tristan Gommendy        |
| 43                       | RLR M Sport/Tower Events      | Oreca 07-Gibson           | D                  | ELMS               | John Farano              | Arjun Maini           | Norman Nato             |
| 47                       | Cetilar Racing Villorba Corse | Dallara P217-Gibson       | D                  | ELMS               | Andrea Belicchi          | Roberto Lacorte       | Giorgio Sernagiotto     |
| 48                       | IDEC Sport                    | Oreca 07-Gibson           | M                  | ELMS               | Paul-Loup Chatin         | Paul Lafargue         | Memo Rojas              |
| 49                       | ARC Bratislava                | Ligier JS P217-Gibson     | D                  | ALMS               | Henning Enqvist          | Miro Konôpka          | Konstantin Tereshchenko |
| 50                       | Larbre Compétition            | Ligier JS P217-Gibson     | M                  | WEC                | Nicholas Boulle          | Erwin Creed           | Romano Ricci            |
| LMGTE Pro (17 résztvevő) |                               |                           |                    |                    |                          |                       |                         |
| 51                       | AF Corse                      | Ferrari 488 GTE Evo       | M                  | WEC                | James Calado             | Alessandro Pier Guidi | Daniel Serra            |
| 63                       | Corvette Racing               | Chevrolet Corvette C7.R   | M                  | WTSC               | Antonio García           | Jan Magnussen         | Mike Rockenfeller       |
| 64                       | Corvette Racing               | Chevrolet Corvette C7.R   | M                  | WTSC               | Marcel Fässler           | Oliver Gavin          | Tommy Milner            |
| 66                       | Ford Chip Ganassi Team UK     | Ford GT                   | M                  | WEC                | Billy Johnson            | Stefan Mücke          | Olivier Pla             |
| 67                       | Ford Chip Ganassi Team UK     | Ford GT                   | M                  | WEC                | Jonathan Bomarito        | Andy Priaulx          | Harry Tincknell         |
| 68                       | Ford Chip Ganassi Team USA    | Ford GT                   | M                  | WTSC               | Sébastien Bourdais       | Joey Hand             | Dirk Müller             |
| 69                       | Ford Chip Ganassi Team USA    | Ford GT                   | M                  | WTSC               | Ryan Briscoe             | Scott Dixon           | Richard Westbrook       |
| 71                       | AF Corse                      | Ferrari 488 GTE Evo       | M                  | WEC                | Sam Bird                 | Miguel Molina         | Davide Rigon            |
| 81                       | BMW Team MTEK                 | BMW M8 GTE                | M                  | WEC                | Nick Catsburg            | Philipp Eng           | Martin Tomczyk          |
| 82                       | BMW Team MTEK                 | BMW M8 GTE                | M                  | WEC                | António Félix da Costa   | Augusto Farfus        | Jesse Krohn             |
| 89                       | Risi Competizione             | Ferrari 488 GTE Evo       | M                  | WTSC               | Pipo Derani              | Jules Gounon          | Oliver Jarvis           |
| 91                       | Porsche GT Team               | Porsche 911 RSR           | M                  | WEC                | Gianmaria Bruni          | Richard Lietz         | Frédéric Makowiecki     |
| 92                       | Porsche GT Team               | Porsche 911 RSR           | M                  | WEC                | Michael Christensen      | Kevin Estre           | Laurens Vanthoor        |
| 93                       | Porsche GT Team               | Porsche 911 RSR           | M                  | WTSC               | Earl Bamber              | Patrick Pilet         | Nick Tandy              |
| 94                       | Porsche GT Team               | Porsche 911 RSR           | M                  | WTSC               | Mathieu Jaminet          | Sven Müller           | Dennis Olsen            |
| 95                       | Aston Martin Racing           | Aston Martin Vantage AMR  | M                  | WEC                | Marco Sørensen           | Nicki Thiim           | Darren Turner           |
| 97                       | Aston Martin Racing           | Aston Martin Vantage AMR  | M                  | WEC                | Jonathan Adam            | Alex Lynn             | Maxime Martin           |
| LMGTE Am (17 résztvevő)  |                               |                           |                    |                    |                          |                       |                         |
| 54                       | Spirit of Race                | Ferrari 488 GTE           | M                  | WEC                | Francesco Castellacci    | Giancarlo Fisichella  | Thomas Flohr            |
| 56                       | Team Project 1                | Porsche 911 RSR           | M                  | WEC                | Jörg Bergmeister         | Patrick Lindsey       | Egidio Perfetti         |
| 57                       | Car Guy Racing                | Ferrari 488 GTE           | M                  | ALMS               | Kei Cozzolino            | Takeshi Kimura        | Côme Ledogar            |
| 60                       | Kessel Racing                 | Ferrari 488 GTE           | M                  | ELMS               | Claudio Schiavoni        | Sergio Pianezzola     | Andrea Piccini          |
| 61                       | Clearwater Racing             | Ferrari 488 GTE           | M                  | WEC                | Luís Pérez Companc       | Matteo Cressoni       | Matt Griffin            |
| 62                       | WeatherTech Racing            | Ferrari 488 GTE           | M                  | WTSC               | Cooper MacNeil           | Robert Smith          | Toni Vilander           |
| 70                       | MR Racing                     | Ferrari 488 GTE           | M                  | WEC                | Olivier Beretta          | Eddie Cheever III     | Motoaki Ishikawa        |
| 77                       | Dempsey-Proton Racing         | Porsche 911 RSR           | M                  | WEC                | Julien Andlauer          | Matt Campbell         | Christian Ried          |
| 78                       | Proton Competition            | Porsche 911 RSR           | M                  | ELMS               | Vincent Abril            | Louis Prette          | Philippe Prette         |
| 83                       | Kessel Racing                 | Ferrari 488 GTE           | M                  | ELMS               | Rahel Frey               | Michelle Gatting      | Manuela Gostner         |
| 84                       | JMW Motorsport                | Ferrari 488 GTE           | M                  | ELMS               | Rodrigo Baptista         | Wei Lu                | Jeff Segal              |
| 85                       | Keating Motorsports           | Ford GT                   | M                  | 24LM               | Jeroen Bleekemolen       | Felipe Fraga          | Ben Keating             |
| 86                       | Gulf Racing                   | Porsche 911 RSR           | M                  | WEC                | Ben Barker               | Thomas Preining       | Michael Wainwright      |
| 88                       | Dempsey-Proton Racing         | Porsche 911 RSR           | M                  | WEC                | Matteo Cairoli           | Satoshi Hoshino       | Giorgio Roda            |
| 90                       | TF Sport                      | Aston Martin Vantage GTE  | M                  | WEC                | Charlie Eastwood         | Euan Hankey           | Salih Yoluç             |
| 98                       | Aston Martin Racing           | Aston Martin Vantage GTE  | M                  | WEC                | Paul Dalla Lana          | Pedro Lamy            | Mathias Lauda           |
| 99                       | Dempsey-Proton Racing         | Porsche 911 RSR           | M                  | ELMS               | Niclas Jönsson           | Tracy Krohn           | Patrick Long            |
| Source:                  |                               |                           |                    |                    |                          |                       |                         |

### Időmérő
A különböző kategóriák közötti Pole-pozíció félkövér betűkkel van jelölve.
| Helyezés | Kategória | Rajtszám | Csapat                        | 1. Időmérő | 2. Időmérő | 3. Időmérő | Különbség | Rajthely |
| -------- | --------- | -------- | ----------------------------- | ---------- | ---------- | ---------- | --------- | -------- |
| 1        | LMP1      | 7        | Toyota Gazoo Racing           | 3:17.161   | 3:15.497   | 3:20.494   |           | 1        |
| 2        | LMP1      | 8        | Toyota Gazoo Racing           | 3:19.632   | 3:15.908   | 3:20.669   | +0.411    | 2        |
| 3        | LMP1      | 17       | SMP Racing                    | 3:17.633   | 3:17.437   | 3:16.159   | +0.662    | 3        |
| 4        | LMP1      | 3        | Rebellion Racing              | 3:19.603   | 3:18.884   | 3:16.404   | +0.907    | 4        |
| 5        | LMP1      | 11       | SMP Racing                    | 3:20.934   | 3:16.953   | 3:16.665   | +1.168    | 5        |
| 6        | LMP1      | 1        | Rebellion Racing              | Idő nélkül | 3:17.313   | 3:16.810   | +1.313    | 6        |
| 7        | LMP1      | 10       | DragonSpeed                   | 3:20.200   | 3:23.672   | 3:25.902   | +4.703    | 7        |
| 8        | LMP1      | 4        | ByKolles Racing Team          | 3:25.246   | 3:23.726   | 3:23.109   | +7.612    | 8        |
| 9        | LMP2      | 28       | TDS Racing                    | 3:28.840   | 3:27.096   | 3:25.345   | +9.848    | 9        |
| 10       | LMP2      | 31       | DragonSpeed                   | 3:26.804   | 3:26.490   | 3:25.667   | +10.170   | 10       |
| 11       | LMP2      | 36       | Signatech Alpine Matmut       | 3:26.935   | 3:28.471   | 3:25.874   | +10.377   | 11       |
| 12       | LMP2      | 48       | IDEC Sport                    | 3:27.847   | 3:27.804   | 3:26.011   | +10.514   | 12       |
| 13       | LMP2      | 26       | G-Drive Racing                | 3:29.107   | 3:28.713   | 3:26.257   | +10.760   | 13       |
| 14       | LMP2      | 22       | United Autosports             | 3:27.338   | 3:27.356   | 3:26.543   | +11.046   | 14       |
| 15       | LMP2      | 38       | Jackie Chan DC Racing         | 3:28.738   | 3:27.821   | 3:27.779   | +11.324   | 15       |
| 16       | LMP2      | 29       | Racing Team Nederland         | 3:28.909   | 3:27.107   | 3:27.384   | +11.610   | 16       |
| 17       | LMP2      | 32       | United Autosports             | 3:29.583   | 3:28.779   | 3:27.509   | +12.012   | 17       |
| 18       | LMP2      | 20       | High Class Racing             | 3:32.945   | 3:29.633   | 3:27.610   | +12.113   | 18       |
| 19       | LMP2      | 23       | Paniz Barthez Competition     | 3:29.821   | 3:27.790   | 3:32.511   | +12.293   | 19       |
| 20       | LMP2      | 37       | Jackie Chan DC Racing         | 3:29.498   | 3:28.569   | 3:28.049   | +12.552   | 20       |
| 21       | LMP2      | 30       | Duqueine Engineering          | 3:28.653   | 3:30.353   | 3:28.195   | +12.698   | 21       |
| 22       | LMP2      | 39       | Graff                         | 3:30.970   | 3:28.426   | Idő nélkül | +12.929   | 22       |
| 23       | LMP2      | 25       | Algarve Pro Racing            | 3:29.126   | 3:28.457   | 3:31.113   | +12.960   | 23       |
| 24       | LMP2      | 43       | RLR M Sport/Tower Events      | 3:31.017   | 3:29.137   | 3:28.803   | +13.306   | 24       |
| 25       | LMP2      | 47       | Cetilar Racing Villorba Corse | 3:29.748   | 3:28.942   | 3:29.556   | +13.445   | 25       |
| 26       | LMP2      | 34       | Inter Europol Competition     | 3:30.744   | 3:30.823   | 3:31.491   | +15.247   | 26       |
| 27       | LMP2      | 49       | ARC Bratislava                | 3:35.480   | 3:44.799   | 3:34.146   | +18.649   | 27       |
| 28       | LMP2      | 50       | Larbre Compétition            | 3:38.663   | 3:36.144   | 3:34.913   | +19.416   | 28       |
| 29       | LMGTE Pro | 95       | Aston Martin Racing           | 3:50.812   | 3:51.948   | 3:48.000   | +32.503   | 29       |
| 30       | LMGTE Pro | 67       | Ford Chip Ganassi Racing UK   | 3:49.530   | 3:52.831   | 3:48.112   | +32.615   | 30       |
| 31       | LMGTE Pro | 63       | Corvette Racing               | 3:52.109   | 3:49.424   | 3:48.830   | +33.333   | 31       |
| 32       | LMGTE Pro | 93       | Porsche GT Team               | 3:49.558   | 3:50.171   | 3:48.907   | +33.410   | 32       |
| 33       | LMGTE Pro | 82       | BMW Team MTEK                 | 3:53.498   | 3:51.818   | 3:49.108   | +33.611   | 33       |
| 34       | LMGTE Pro | 68       | Ford Chip Ganassi Team USA    | 3:53.053   | 3:50.486   | 3:49.116   | +33.619   | 34       |
| 35       | LMGTE Pro | 92       | Porsche GT Team               | 3:50.468   | 3:49.388   | 3:49.196   | +33.699   | 35       |
| 36       | LMGTE Pro | 71       | AF Corse                      | 3:50.850   | 3:50.623   | 3:49.391   | +33.894   | 36       |
| 37       | LMGTE Pro | 66       | Ford Chip Ganassi Team UK     | 3:53.793   | 3:51.601   | 3:49.511   | +34.014   | 37       |
| 38       | LMGTE Pro | 69       | Ford Chip Ganassi Team USA    | 3:51.821   | 3:50.339   | 3:49.546   | +34.049   | 38       |
| 39       | LMGTE Pro | 64       | Corvette Racing               | 3:52.490   | 3:51.011   | 3:49.573   | +34.076   | 39       |
| 40       | LMGTE Pro | 51       | AF Corse                      | 3:52.128   | 3:51.019   | 3:49.655   | +34.158   | 40       |
| 41       | LMGTE Pro | 91       | Porsche GT Team               | 3:50.099   | 3:49.921   | 3:51.039   | +34.424   | 41       |
| 42       | LMGTE Pro | 97       | Aston Martin Racing           | 3:50.037   | 3:52.283   | 3:50.383   | +34.540   | 42       |
| 43       | LMGTE Pro | 94       | Porsche GT Team               | 3:50.278   | 3:50.810   | 3:50.593   | +34.781   | 43       |
| 44       | LMGTE Pro | 81       | BMW Team MTEK                 | 3:51,476   | 3:51.353   | Idő nélkül | +35.856   | 44       |
| 45       | LMGTE Am  | 88       | Dempsey-Proton Racing         | 3:52.454   | 3:54.107   | 3:51.439   | +35.942   | 45       |
| 46       | LMGTE Pro | 89       | Risi Competizione             | 3:52.997   | 3:53.244   | 3:51.454   | +35.957   | 46       |
| 47       | LMGTE Am  | 77       | Dempsey-Proton Racing         | 3:53.408   | 3:54.008   | 3:51.645   | +36.148   | 47       |
| 48       | LMGTE Am  | 86       | Gulf Racing                   | 3:55.033   | 3:53.571   | 3:51.944   | +36.447   | 48       |
| 49       | LMGTE Am  | 84       | JMW Motorsport                | 3:54.513   | 3:56.154   | 3:52.423   | +36.926   | 49       |
| 50       | LMGTE Am  | 78       | Proton Competition            | 3:54.324   | 3:54.942   | 3:52.434   | +36.937   | 50       |
| 51       | LMGTE Am  | 56       | Team Project 1                | 3:52.750   | 3:55.011   | 3:53.135   | +37.253   | 51       |
| 52       | LMGTE Am  | 54       | Spirit of Race                | 3:53.793   | 3:52.826   | 3:52.879   | +37.329   | 52       |
| 53       | LMGTE Am  | 57       | Car Guy Racing                | 3:56.034   | 3:53.474   | 3:54.928   | +37.977   | 53       |
| 54       | LMGTE Am  | 85       | Keating Motorsports           | 3:56.579   | 3:53.492   | 3:54.815   | +37.995   | 54       |
| 55       | LMGTE Am  | 60       | Kessel Racing                 | 3:56.147   | 3:53.990   | 3:53.528   | +38.021   | 55       |
| 56       | LMGTE Am  | 98       | Aston Martin Racing           | 3:53.530   | 3:56.136   | 3:53.698   | +38.033   | 56       |
| 57       | LMGTE Am  | 90       | TF Sport                      | 3:53.974   | 3:54.542   | 3:53.606   | +38.109   | 57       |
| 58       | LMGTE Am  | 62       | WeatherTech Racing            | 3:55.544   | 3:54.350   | 3:53.630   | +38.133   | 58       |
| 59       | LMGTE Am  | 70       | MR Racing                     | 3:54.737   | 3:55.906   | 3:54.051   | +38.554   | 59       |
| 60       | LMGTE Am  | 83       | Kessel Racing                 | 3:56.333   | 3:54.363   | 3:54.083   | +38.586   | 60       |
| 61       | LMGTE Am  | 61       | Clearwater Racing             | 3:56.072   | 3:56.120   | 3:54.240   | +38.743   | 61       |

### Végeredmény
A 8-as Toyota Sébastien Buemivel, Nakadzsima Kazukival és Fernando Alonsoval sorozatban másodszor nyerte meg a Le mans-i 24 órás autóversenyt.
| Helyezés | Kategória | No | Csapat                        | Versenyzők                                              | Autó                          | Gumi | Körök | Idő/Kiesés oka |
| Helyezés | Kategória | No | Csapat                        | Versenyzők                                              | Motor                         | Gumi | Körök | Idő/Kiesés oka |
| -------- | --------- | -- | ----------------------------- | ------------------------------------------------------- | ----------------------------- | ---- | ----- | -------------- |
| 1        | LMP1      | 8  | Toyota Gazoo Racing           | Sébastien Buemi Nakadzsima Kazuki Fernando Alonso       | Toyota TS050 Hybrid           | M    | 385   | 24:00:10.574   |
| 1        | LMP1      | 8  | Toyota Gazoo Racing           | Sébastien Buemi Nakadzsima Kazuki Fernando Alonso       | Toyota 2.4 L Turbo V6         | M    | 385   | 24:00:10.574   |
| 2        | LMP1      | 7  | Toyota Gazoo Racing           | Mike Conway Kobajasi Kamui José María López             | Toyota TS050 Hybrid           | M    | 385   | +16.972        |
| 2        | LMP1      | 7  | Toyota Gazoo Racing           | Mike Conway Kobajasi Kamui José María López             | Toyota 2.4 L Turbo V6         | M    | 385   | +16.972        |
| 3        | LMP1      | 11 | SMP Racing                    | Mihail Aljosin Vitalij Petrov Stoffel Vandoorne         | BR Engineering BR1            | M    | 379   | +6 kör         |
| 3        | LMP1      | 11 | SMP Racing                    | Mihail Aljosin Vitalij Petrov Stoffel Vandoorne         | AER P60B 2.4 L Turbo V6       | M    | 379   | +6 kör         |
| 4        | LMP1      | 1  | Rebellion Racing              | Bruno Senna André Lotterer Neel Jani                    | Rebellion R13                 | M    | 376   | +9 kör         |
| 4        | LMP1      | 1  | Rebellion Racing              | Bruno Senna André Lotterer Neel Jani                    | Gibson GL458 4.5 L V8         | M    | 376   | +9 kör         |
| 5        | LMP1      | 3  | Rebellion Racing              | Thomas Laurent Gustavo Menezes Nathanaël Berthon        | Rebellion R13                 | M    | 370   | +15 kör        |
| 5        | LMP1      | 3  | Rebellion Racing              | Thomas Laurent Gustavo Menezes Nathanaël Berthon        | Gibson GL458 4.5 L V8         | M    | 370   | +15 kör        |
| 6        | LMP2      | 36 | Signatech Alpine Matmut       | Nicolas Lapierre Pierre Thiriet André Negrão            | Alpine A470                   | D    | 368   | +17 kör        |
| 6        | LMP2      | 36 | Signatech Alpine Matmut       | Nicolas Lapierre Pierre Thiriet André Negrão            | Gibson GK428 4.2 L V8         | D    | 368   | +17 kör        |
| 7        | LMP2      | 38 | Jackie Chan DC Racing         | Ho-Pin Tung Gabriel Aubry Stéphane Richelmi             | Oreca 07                      | D    | 367   | +18 kör        |
| 7        | LMP2      | 38 | Jackie Chan DC Racing         | Ho-Pin Tung Gabriel Aubry Stéphane Richelmi             | Gibson GK428 4.2 L V8         | D    | 367   | +18 kör        |
| 8        | LMP2      | 28 | TDS Racing                    | François Perrodo Loïc Duval Matthieu Vaxivière          | Oreca 07                      | D    | 366   | +19 kör        |
| 8        | LMP2      | 28 | TDS Racing                    | François Perrodo Loïc Duval Matthieu Vaxivière          | Gibson GK428 4.2 L V8         | D    | 366   | +19 kör        |
| 9        | LMP2      | 22 | United Autosports             | Philip Hanson Paul di Resta Filipe Albuquerque          | Ligier JS P217                | M    | 365   | +20 kör        |
| 9        | LMP2      | 22 | United Autosports             | Philip Hanson Paul di Resta Filipe Albuquerque          | Gibson GK428 4.2 L V8         | M    | 365   | +20 kör        |
| 10       | LMP2      | 48 | IDEC Sport                    | Paul Lafargue Paul-Loup Chatin Memo Rojas               | Oreca 07                      | M    | 364   | +21 kör        |
| 10       | LMP2      | 48 | IDEC Sport                    | Paul Lafargue Paul-Loup Chatin Memo Rojas               | Gibson GK428 4.2 L V8         | M    | 364   | +21 kör        |
| 11       | LMP2      | 26 | G-Drive Racing                | Roman Rusinov Job van Uitert Jean-Éric Vergne           | Aurus 01                      | D    | 364   | +21 kör        |
| 11       | LMP2      | 26 | G-Drive Racing                | Roman Rusinov Job van Uitert Jean-Éric Vergne           | Gibson GK428 4.2 L V8         | D    | 364   | +21 kör        |
| 12       | LMP2      | 30 | Duqueine Engineering          | Romain Dumas Pierre Ragues Nico Jamin                   | Oreca 07                      | M    | 363   | +22 kör        |
| 12       | LMP2      | 30 | Duqueine Engineering          | Romain Dumas Pierre Ragues Nico Jamin                   | Gibson GK428 4.2 L V8         | M    | 363   | +22 kör        |
| 13       | LMP2      | 23 | Panis Barthez Competition     | René Binder Will Stevens Julien Canal                   | Ligier JS P217                | D    | 362   | +23 kör        |
| 13       | LMP2      | 23 | Panis Barthez Competition     | René Binder Will Stevens Julien Canal                   | Gibson GK428 4.2 L V8         | D    | 362   | +23 kör        |
| 14       | LMP2      | 39 | Graff                         | Tristan Gommendy Vincent Capillaire Jonathan Hirschi    | Oreca 07                      | M    | 362   | +23 kör        |
| 14       | LMP2      | 39 | Graff                         | Tristan Gommendy Vincent Capillaire Jonathan Hirschi    | Gibson GK428 4.2 L V8         | M    | 362   | +23 kör        |
| 15       | LMP2      | 25 | Algarve Pro Racing            | John Falb Andrea Pizzitola David Zollinger              | Oreca 07                      | D    | 357   | +28 kör        |
| 15       | LMP2      | 25 | Algarve Pro Racing            | John Falb Andrea Pizzitola David Zollinger              | Gibson GK428 4.2 L V8         | D    | 357   | +28 kör        |
| 16       | LMP2      | 20 | High Class Racing             | Dennis Andersen Anders Fjordbach Mathias Beche          | Oreca 07                      | D    | 356   | +29 kör        |
| 16       | LMP2      | 20 | High Class Racing             | Dennis Andersen Anders Fjordbach Mathias Beche          | Gibson GK428 4.2 L V8         | D    | 356   | +29 kör        |
| 17       | LMP2      | 50 | Larbre Compétition            | Erwin Creed Romano Ricci Nicholas Boulle                | Ligier JS P217                | M    | 355   | +30 kör        |
| 17       | LMP2      | 50 | Larbre Compétition            | Erwin Creed Romano Ricci Nicholas Boulle                | Gibson GK428 4.2 L V8         | M    | 355   | +30 kör        |
| 18       | LMP2      | 47 | Cetilar Racing Villorba Corse | Roberto Lacorte Andrea Belicchi Giorgio Sernagiotto     | Dallara P217                  | D    | 352   | +33 kör        |
| 18       | LMP2      | 47 | Cetilar Racing Villorba Corse | Roberto Lacorte Andrea Belicchi Giorgio Sernagiotto     | Gibson GK428 4.2 L V8         | D    | 352   | +33 kör        |
| 19       | LMP2      | 32 | United Autosports             | Ryan Cullen Alex Brundle Will Owen                      | Ligier JS P217                | M    | 348   | +37 kör        |
| 19       | LMP2      | 32 | United Autosports             | Ryan Cullen Alex Brundle Will Owen                      | Gibson GK428 4.2 L V8         | M    | 348   | +37 kör        |
| 20       | LMGTE Pro | 51 | AF Corse                      | James Calado Alessandro Pier Guidi Daniel Serra         | Ferrari 488 GTE Evo           | M    | 342   | +43 kör        |
| 20       | LMGTE Pro | 51 | AF Corse                      | James Calado Alessandro Pier Guidi Daniel Serra         | Ferrari F154CB 3.9 L Turbo V8 | M    | 342   | +43 kör        |
| 21       | LMGTE Pro | 91 | Porsche GT Team               | Richard Lietz Gianmaria Bruni Frédéric Makowiecki       | Porsche 911 RSR               | M    | 342   | +43 kör        |
| 21       | LMGTE Pro | 91 | Porsche GT Team               | Richard Lietz Gianmaria Bruni Frédéric Makowiecki       | Porsche 4.0 L Flat-6          | M    | 342   | +43 kör        |
| 22       | LMGTE Pro | 93 | Porsche GT Team               | Nick Tandy Earl Bamber Patrick Pilet                    | Porsche 911 RSR               | M    | 342   | +43 kör        |
| 22       | LMGTE Pro | 93 | Porsche GT Team               | Nick Tandy Earl Bamber Patrick Pilet                    | Porsche 4.0 L Flat-6          | M    | 342   | +43 kör        |
| 23       | LMGTE Pro | 67 | Ford Chip Ganassi Team UK     | Harry Tincknell Andy Priaulx Jonathan Bomarito          | Ford GT                       | M    | 342   | +43 kör        |
| 23       | LMGTE Pro | 67 | Ford Chip Ganassi Team UK     | Harry Tincknell Andy Priaulx Jonathan Bomarito          | Ford EcoBoost 3.5 L Turbo V6  | M    | 342   | +43 kör        |
| 24       | LMGTE Pro | 69 | Ford Chip Ganassi Team USA    | Ryan Briscoe Scott Dixon Richard Westbrook              | Ford GT                       | M    | 341   | +44 kör        |
| 24       | LMGTE Pro | 69 | Ford Chip Ganassi Team USA    | Ryan Briscoe Scott Dixon Richard Westbrook              | Ford EcoBoost 3.5 L Turbo V6  | M    | 341   | +44 kör        |
| 25       | LMGTE Pro | 66 | Ford Chip Ganassi Team UK     | Stefan Mücke Olivier Pla Billy Johnson                  | Ford GT                       | M    | 340   | +45 kör        |
| 25       | LMGTE Pro | 66 | Ford Chip Ganassi Team UK     | Stefan Mücke Olivier Pla Billy Johnson                  | Ford EcoBoost 3.5 L Turbo V6  | M    | 340   | +45 kör        |
| 26       | LMP2      | 29 | Racing Team Nederland         | Giedo van der Garde Nyck de Vries Frits van Eerd        | Dallara P217                  | M    | 340   | +45 kör        |
| 26       | LMP2      | 29 | Racing Team Nederland         | Giedo van der Garde Nyck de Vries Frits van Eerd        | Gibson GK428 4.2 L V8         | M    | 340   | +45 kör        |
| 27       | LMGTE Pro | 94 | Porsche GT Team               | Sven Müller Mathieu Jaminet Dennis Olsen                | Porsche 911 RSR               | M    | 339   | +46 kör        |
| 27       | LMGTE Pro | 94 | Porsche GT Team               | Sven Müller Mathieu Jaminet Dennis Olsen                | Porsche 4.0 L Flat-6          | M    | 339   | +46 kör        |
| 28       | LMGTE Pro | 63 | Corvette Racing               | Jan Magnussen Antonio García Mike Rockenfeller          | Chevrolet Corvette C7.R       | M    | 337   | +48 kör        |
| 28       | LMGTE Pro | 63 | Corvette Racing               | Jan Magnussen Antonio García Mike Rockenfeller          | Chevrolet LT5.5 5.5 L V8      | M    | 337   | +48 kör        |
| 29       | LMGTE Pro | 92 | Porsche GT Team               | Michael Christensen Kévin Estre Laurens Vanthoor        | Porsche 911 RSR               | M    | 337   | +48 kör        |
| 29       | LMGTE Pro | 92 | Porsche GT Team               | Michael Christensen Kévin Estre Laurens Vanthoor        | Porsche 4.0 L Flat-6          | M    | 337   | +48 kör        |
| 30       | LMGTE Pro | 82 | BMW Team MTEK                 | Augusto Farfus Jesse Krohn António Félix da Costa       | BMW M8 GTE                    | M    | 335   | +50 kör        |
| 30       | LMGTE Pro | 82 | BMW Team MTEK                 | Augusto Farfus Jesse Krohn António Félix da Costa       | BMW S63 4.0 L Turbo V6        | M    | 335   | +50 kör        |
| 31       | LMGTE Am  | 56 | Team Project 1                | Jörg Bergmeister Patrick Lindsey Egidio Perfetti        | Porsche 911 RSR               | M    | 334   | +51 kör        |
| 31       | LMGTE Am  | 56 | Team Project 1                | Jörg Bergmeister Patrick Lindsey Egidio Perfetti        | Porsche 4.0 L Flat-6          | M    | 334   | +51 kör        |
| 32       | LMGTE Am  | 84 | JMW Motorsport                | Jeff Segal Rodrigo Baptista Wei Lu                      | Ferrari 488 GTE               | M    | 334   | +51 kör        |
| 32       | LMGTE Am  | 84 | JMW Motorsport                | Jeff Segal Rodrigo Baptista Wei Lu                      | Ferrari F154CB 3.9 L Turbo V8 | M    | 334   | +51 kör        |
| 33       | LMGTE Am  | 62 | WeatherTech Racing            | Cooper MacNeil Robert Smith Toni Vilander               | Ferrari 488 GTE               | M    | 333   | +52 kör        |
| 33       | LMGTE Am  | 62 | WeatherTech Racing            | Cooper MacNeil Robert Smith Toni Vilander               | Ferrari F154CB 3.9 L Turbo V8 | M    | 333   | +52 kör        |
| 34       | LMGTE Am  | 77 | Dempsey-Proton Racing         | Matt Campbell Julien Andlauer Christian Ried            | Porsche 911 RSR               | M    | 332   | +53 kör        |
| 34       | LMGTE Am  | 77 | Dempsey-Proton Racing         | Matt Campbell Julien Andlauer Christian Ried            | Porsche 4.0 L Flat-6          | M    | 332   | +53 kör        |
| 35       | LMGTE Am  | 57 | Car Guy Racing                | Takeshi Kimura Kei Cozzolino Côme Ledogar               | Ferrari 488 GTE               | M    | 332   | +53 kör        |
| 35       | LMGTE Am  | 57 | Car Guy Racing                | Takeshi Kimura Kei Cozzolino Côme Ledogar               | Ferrari F154CB 3.9 L Turbo V8 | M    | 332   | +53 kör        |
| 36       | LMGTE Am  | 78 | Proton Competition            | Louis Prette Philippe Prette Vincent Abril              | Porsche 911 RSR               | M    | 332   | +53 kör        |
| 36       | LMGTE Am  | 78 | Proton Competition            | Louis Prette Philippe Prette Vincent Abril              | Porsche 4.0 L Flat-6          | M    | 332   | +53 kör        |
| 37       | LMGTE Am  | 61 | Clearwater Racing             | Matt Griffin Matteo Cressoni Luís Pérez Companc         | Ferrari 488 GTE               | M    | 331   | +54 kör        |
| 37       | LMGTE Am  | 61 | Clearwater Racing             | Matt Griffin Matteo Cressoni Luís Pérez Companc         | Ferrari F154CB 3.9 L Turbo V8 | M    | 331   | +54 kör        |
| 38       | LMGTE Am  | 86 | Gulf Racing                   | Mike Wainwright Ben Barker Thomas Preining              | Porsche 911 RSR               | M    | 331   | +54 kör        |
| 38       | LMGTE Am  | 86 | Gulf Racing                   | Mike Wainwright Ben Barker Thomas Preining              | Porsche 4.0 L Flat-6          | M    | 331   | +54 kör        |
| 39       | LMGTE Am  | 83 | Kessel Racing                 | Rahel Frey Michelle Gatting Manuela Gostner             | Ferrari 488 GTE               | M    | 330   | +55 kör        |
| 39       | LMGTE Am  | 83 | Kessel Racing                 | Rahel Frey Michelle Gatting Manuela Gostner             | Ferrari F154CB 3.9 L Turbo V8 | M    | 330   | +55 kör        |
| 40       | LMGTE Pro | 89 | Risi Competizione             | Oliver Jarvis Jules Gounon Pipo Derani                  | Ferrari 488 GTE Evo           | M    | 329   | +56 kör        |
| 40       | LMGTE Pro | 89 | Risi Competizione             | Oliver Jarvis Jules Gounon Pipo Derani                  | Ferrari F154CB 3.9 L Turbo V8 | M    | 329   | +56 kör        |
| 41       | LMGTE Am  | 70 | MR Racing                     | Olivier Beretta Eddie Cheever III Motoaki Ishikawa      | Ferrari 488 GTE               | M    | 328   | +57 kör        |
| 41       | LMGTE Am  | 70 | MR Racing                     | Olivier Beretta Eddie Cheever III Motoaki Ishikawa      | Ferrari F154CB 3.9 L Turbo V8 | M    | 328   | +57 kör        |
| 42       | LMGTE Am  | 90 | TF Sport                      | Charlie Eastwood Salih Yoluç Euan Hankey                | Aston Martin Vantage GTE      | M    | 327   | +58 kör        |
| 42       | LMGTE Am  | 90 | TF Sport                      | Charlie Eastwood Salih Yoluç Euan Hankey                | Aston Martin 4.5 L V8         | M    | 327   | +58 kör        |
| 43       | LMGTE Am  | 54 | Spirit of Race                | Thomas Flohr Francesco Castellacci Giancarlo Fisichella | Ferrari 488 GTE               | M    | 327   | +58 kör        |
| 43       | LMGTE Am  | 54 | Spirit of Race                | Thomas Flohr Francesco Castellacci Giancarlo Fisichella | Ferrari F154CB 3.9 L Turbo V8 | M    | 327   | +58 kör        |
| 44       | LMGTE Pro | 97 | Aston Martin Racing           | Alex Lynn Jonathan Adam Maxime Martin                   | Aston Martin Vantage GTE      | M    | 325   | +60 kör        |
| 44       | LMGTE Pro | 97 | Aston Martin Racing           | Alex Lynn Jonathan Adam Maxime Martin                   | Aston Martin 4.0 L Turbo V8   | M    | 325   | +60 kör        |
| 45       | LMP2      | 34 | Inter Europol Competition     | Jakub Smiechowski James Winslow Nigel Moore             | Ligier JS P217                | M    | 325   | +60 kör        |
| 45       | LMP2      | 34 | Inter Europol Competition     | Jakub Smiechowski James Winslow Nigel Moore             | Gibson GK428 4.2 L V8         | M    | 325   | +60 kör        |
| 46       | LMGTE Am  | 60 | Kessel Racing                 | Claudio Schiavoni Sergio Pianezzola Andrea Piccini      | Ferrari 488 GTE               | M    | 324   | +61 kör        |
| 46       | LMGTE Am  | 60 | Kessel Racing                 | Claudio Schiavoni Sergio Pianezzola Andrea Piccini      | Ferrari F154CB 3.9 L Turbo V8 | M    | 324   | +61 kör        |
| 47       | LMGTE Pro | 81 | BMW Team MTEK                 | Nick Catsburg Philipp Eng Martin Tomczyk                | BMW M8 GTE                    | M    | 309   | +76 kör        |
| 47       | LMGTE Pro | 81 | BMW Team MTEK                 | Nick Catsburg Philipp Eng Martin Tomczyk                | BMW S63 4.0 L Turbo V6        | M    | 309   | +76 kör        |
| NC       | LMP2      | 43 | RLR M Sport/Tower Events      | John Farano Arjun Maini Norman Nato                     | Oreca 07                      | D    | 295   | Nem ért célba  |
| NC       | LMP2      | 43 | RLR M Sport/Tower Events      | John Farano Arjun Maini Norman Nato                     | Gibson GK428 4.2 L V8         | D    | 295   | Nem ért célba  |
| Ki       | LMP2      | 31 | DragonSpeed                   | Roberto González Pastor Maldonado Anthony Davidson      | Oreca 07                      | M    | 245   | Baleset        |
| Ki       | LMP2      | 31 | DragonSpeed                   | Roberto González Pastor Maldonado Anthony Davidson      | Gibson GK428 4.2 L V8         | M    | 245   | Baleset        |
| Ki       | LMP2      | 37 | Jackie Chan DC Racing         | David Heinemeier Hansson Jordan King Ricky Taylor       | Oreca 07                      | D    | 199   | Váltó          |
| Ki       | LMP2      | 37 | Jackie Chan DC Racing         | David Heinemeier Hansson Jordan King Ricky Taylor       | Gibson GK428 4.2 L V8         | D    | 199   | Váltó          |
| Ki       | LMP1      | 17 | SMP Racing                    | Stéphane Sarrazin Jegor Orudzsev Sergey Sirotkin        | BR Engineering BR1            | M    | 163   | Baleset        |
| Ki       | LMP1      | 17 | SMP Racing                    | Stéphane Sarrazin Jegor Orudzsev Sergey Sirotkin        | AER P60B 2.4 L Turbo V6       | M    | 163   | Baleset        |
| Ki       | LMP1      | 4  | ByKolles Racing Team          | Tom Dillmann Oliver Webb Paolo Ruberti                  | ENSO CLM P1/01                | M    | 163   | Mechanika      |
| Ki       | LMP1      | 4  | ByKolles Racing Team          | Tom Dillmann Oliver Webb Paolo Ruberti                  | Gibson GL458 4.5 L V8         | M    | 163   | Mechanika      |
| Ki       | LMP2      | 49 | ARC Bratislava                | Miro Konôpka Konstantin Tereshchenko Henning Enqvist    | Ligier JS P217                | D    | 160   | Baleset        |
| Ki       | LMP2      | 49 | ARC Bratislava                | Miro Konôpka Konstantin Tereshchenko Henning Enqvist    | Gibson GK428 4.2 L V8         | D    | 160   | Baleset        |
| Ki       | LMGTE Pro | 71 | AF Corse                      | Davide Rigon Sam Bird Miguel Molina                     | Ferrari 488 GTE Evo           | M    | 140   | Motor          |
| Ki       | LMGTE Pro | 71 | AF Corse                      | Davide Rigon Sam Bird Miguel Molina                     | Ferrari F154CB 3.9 L Turbo V8 | M    | 140   | Motor          |
| Ki       | LMGTE Pro | 95 | Aston Martin Racing           | Nicki Thiim Marco Sørensen Darren Turner                | Aston Martin Vantage GTE      | M    | 132   | Baleset        |
| Ki       | LMGTE Pro | 95 | Aston Martin Racing           | Nicki Thiim Marco Sørensen Darren Turner                | Aston Martin 4.0 L Turbo V8   | M    | 132   | Baleset        |
| Ki       | LMGTE Am  | 98 | Aston Martin Racing           | Paul Dalla Lana Mathias Lauda Pedro Lamy                | Aston Martin Vantage GTE      | M    | 87    | Baleset        |
| Ki       | LMGTE Am  | 98 | Aston Martin Racing           | Paul Dalla Lana Mathias Lauda Pedro Lamy                | Aston Martin 4.5 L V8         | M    | 87    | Baleset        |
| Ki       | LMGTE Pro | 64 | Corvette Racing               | Oliver Gavin Tommy Milner Marcel Fässler                | Chevrolet Corvette C7.R       | M    | 82    | Baleset        |
| Ki       | LMGTE Pro | 64 | Corvette Racing               | Oliver Gavin Tommy Milner Marcel Fässler                | Chevrolet LT5.5 5.5 L V8      | M    | 82    | Baleset        |
| Ki       | LMGTE Am  | 88 | Dempsey-Proton Racing         | Matteo Cairoli Giorgio Roda Satoshi Hoshino             | Porsche 911 RSR               | M    | 79    | Feladta        |
| Ki       | LMGTE Am  | 88 | Dempsey-Proton Racing         | Matteo Cairoli Giorgio Roda Satoshi Hoshino             | Porsche 4.0 L Flat-6          | M    | 79    | Feladta        |
| Ki       | LMP1      | 10 | DragonSpeed                   | Ben Hanley Renger van der Zande Henrik Hedman           | BR Engineering BR1            | M    | 76    | Váltó          |
| Ki       | LMP1      | 10 | DragonSpeed                   | Ben Hanley Renger van der Zande Henrik Hedman           | Gibson GL458 4.5 L V8         | M    | 76    | Váltó          |
| DSQ      | LMGTE Pro | 68 | Ford Chip Ganassi Team USA    | Sébastien Bourdais Joey Hand Dirk Müller                | Ford GT                       | M    | 342   | Kizárva        |
| DSQ      | LMGTE Pro | 68 | Ford Chip Ganassi Team USA    | Sébastien Bourdais Joey Hand Dirk Müller                | Ford EcoBoost 3.5 L Turbo V6  | M    | 342   | Kizárva        |
| DSQ      | LMGTE Am  | 85 | Keating Motorsports           | Ben Keating Jeroen Bleekemolen Felipe Fraga             | Ford GT                       | M    | 334   | Kizárva        |
| DSQ      | LMGTE Am  | 85 | Keating Motorsports           | Ben Keating Jeroen Bleekemolen Felipe Fraga             | Ford EcoBoost 3.5 L Turbo V6  | M    | 334   | Kizárva        |
| WD       | LMGTE Am  | 99 | Dempsey-Proton Racing         | Patrick Long Tracy Krohn Niclas Jönsson                 | Porsche 911 RSR               | M    | -     | Visszalépett   |
| WD       | LMGTE Am  | 99 | Dempsey-Proton Racing         | Patrick Long Tracy Krohn Niclas Jönsson                 | Porsche 4.0 L Flat-6          | M    | -     | Visszalépett   |
| Sources: |           |    |                               |                                                         |                               |      |       |                |

Megjegyzések
1. ↑  Az 1-es Rebellion Q1-es idejét törölték a szabálytalan üzemanyag-áramlás miatt.[18]
2. ↑  A 39-es Graff Oreca Q3-as idejét törölték, mivel a kötelező mérlegelésen nem jelent meg.[19]
3. ↑  A 43-as számú RLR Oreca nem teljesítette az utolsó kört.